# Hovea trisperma
Hovea trisperma (Engels: common Hovea) is een groenblijvende struik uit de vlinderbloemenfamilie (Fabaceae). De soort komt voor in Zuidwest-Australië, waar hij gedijt op zandige bodems, lateriet, grind en leem.
Het is een overblijvende houtige struik met een korte stam die een hoogte kan bereiken van 10 tot 70 centimeter. Het loof bestaat uit naaldachtige groene bladeren en de bloemen hebben een purperblauwe kleur (zeer zelden wit). De soort bloeit tussen mei en november.  